# Caesioscorpis theagenes
Caesioscorpis theagenes ist ein Meeresfisch aus der Gruppe der Barschverwandten, der an der Westküste Australiens vorkommt.

## Merkmale
Der Holotyp ist 14 cm lang. Der Körper ist lanzettförmig und seitlich abgeflacht. Der Kopf ist zugespitzt mit einem endständigen Maul. Die seitlich angeordneten Augen sind relativ groß. Die Kiefer sind mit kleinen Zähnen besetzt. Gaumenzähne fehlen. Die Nasenöffnungen sind rund. Am Kiemendeckel befinden sich zwei kleine, flache Stacheln. Die Seitenlinie ist vollständig ausgebildet. Brust- und Bauchflossen sind relativ kurz. Die Schwanzflosse ist tief gegabelt. Die Schuppen sind mittelgroß, bedecken den Kopf bis auf die Schnauzenspitze und das Kinn, den gesamten Körper und erstrecken sich teilweise bis über die Flossen.
- Flossenformel: Dorsale XI/21, Anale III/18, Pectorale II/14, Ventrale I/5, Caudale 16.
- Schuppenformel: SL 49+5

Caesioscorpis theagenes ist auf der Oberseite des Körpers hell grünlich gefärbt. Rücken- und Schwanzflosse sind ebenfalls hell grünlich. Der Bauch und die Körperseiten unterhalb der Seitenlinie sind silbrig. Die Augen sind bläulich.
Caesioscorpis theagenes lebt küstennah in Fels- und Korallenriffen. Der Holotyp wurde in einem mit Austern bewachsenen Tümpel in einem Felsloch in der Nähe eines Blue Holes 30 Meilen nördlich von Carnarvon gefangen.

## Systematik
Caesioscorpis theagenes wurde im Jahr 1945 durch den australischen Ichthyologen Gilbert Percy Whitley erstbeschrieben und wegen der äußerlichen Ähnlichkeit mit den Arten der Gattung Caesio den Schnappern (Lutjanidae) zugeordnet. Später wurde die Art in die Familie der Sägebarsche (Serranidae) gestellt, konnte allerdings keiner Unterfamilie zugeordnet werden, da die dafür erforderlichen Merkmale nicht ausprägt waren. Im März 2020 führten die US-amerikanische Ichthyologin Lynne R. Parenti und ihr Kollege John Ernest Randall schließlich die monotypische Familie Caesioscorpididae für die Art ein. Sie wird seit Mai 2024 in die Ordnung der Sonnenbarschartigen (Centrarchiformes) gestellt.

## Belege
1. 1 2 3 4  Whitley, G. P. (1945): New sharks and fishes from Western Australia. Part 2. Australian Zoologist v. 11 (pt 1): 1-42, Pl. 1. Archive.org
2. ↑  Joseph S. Nelson, Terry C. Grande, Mark V. H. Wilson: Fishes of the World. Wiley, Hoboken, New Jersey, 2016, ISBN 978-1118342336, Seite 448.
3. ↑  Parenti, P. & Randall, J.E.: An annotated checklist of the fishes of the family Serranidae of the world with description of two new related families of fishes. FishTaxa, 5 (1): 1-170.
4. ↑  R. Fricke, W. N. Eschmeyer, R. Van der Laan (Hrsg.): Eschmeyer's Catalog of Fishes Classification. 2024. (calacademy.org)